# 霍利克罗斯 (阿拉斯加州)
霍利克罗斯（英語：Holy Cross），是美国阿拉斯加州的一座城市。该市的人口在2000年为227人，2010年有178人。人口在阿拉斯加州排行第112。